# اریک کوتس
اریک کوتس (انگلیسی: Eric Coates؛ ‏ ۲۷ اوت ۱۸۸۶ – ۲۱ دسامبر ۱۹۵۷) نوازندهٔ ویولا، رهبر ارکستر، موسیقی‌دان و آهنگساز اهل بریتانیا بود.
وی دانش‌آموختهٔ آکادمی سلطنتی موسیقی و از شاگردان فردریک کوردر (در آهنگسازی)، لایونل ترتیس (در نوازندگی ویولا) و رالف هورنر (در هارمونی و کنترپوان) بود. او در ارکسترهای موسیقی مشهوری فعالیت داشت که برخی رهبران سرشناس آن عبارت بودند از: ادوارد الگار، فردریک دلیوس، گوستاو هولست، ریشارد اشتراوس، کلود دبوسی، ویلم مینگلبرخ و آرتور نیکیش.
وی مابین جنگ جهانی اول و دوم به‌طور تمام‌وقت به آهنگسازی روی آورد و آهنگ مشهور کنار تالاب آرام را در سال ۱۹۳۰ ساخت.